# Golcza
Golcza es un pueblo perteneciente a la gmina Choszczno, powiat de Choszczno, voivodato de Pomerania Occidental, Polonia.

## Superficie
Cuenta con una superficie de 2,680 kilómetros cuadrados.

## Demografía
Hasta 2021 la población era de 11 habitantes, con una densidad de población de 4,104 habitantes por kilómetro cuadrado. El 63,6% conformada por hombres y el 36,4% por mujeres. De estos, el 18,2% corresponden a menores de edad de 0-17 años, 45,5% a personas entre 18-64 años y el 36,4% a personas de 65 o más años.
| Gráfica de evolución demográfica de Golcza entre 2011 y 2021 |
|                                                              |
| Datos según City Population.                                 |